# Stephanie Voit
Stephanie Voit (* 1977 in Erlangen) ist eine deutsche Schauspielerin.

## Biografie
Stephanie Voit wuchs in Bayern auf und lebt heute mit ihrem Lebensgefährten, dem Musikproduzenten Klaas Gerling, und ihrer gemeinsamen Tochter in Köln.
Die Schauspielerin absolvierte nach einer ersten Ausbildung als Grenzzollbeamtin eine Schauspielausbildung in Spanien an der "MFA", der heutigen München Film Akademie. Sie studierte bei den Schauspiellehrern CC Courtney vom Neighborhood Playhouse und Jacqueline McClintock die Meisner-Technik. Während ihrer Ausbildung spielte sie in Kurzfilmen und hatte ihr Fernsehdebüt 2003 in der Serie Unter uns. Der Kurzfilm November gewann beim Kurzfilmfestival NRW den ersten Platz, wie auch Das Kind in ihm beim Mittelfränkischen Jugendfilmpreis und wurde damit für den Bayrischen Jugendfilmpreis nominiert. In dem Horror-Film Schlaraffenhaus spielte sie 2011 die Rolle der Danny unter der Regie von Marcel Walz.

## Filmografie (Auswahl)
Kino
- 2007: Klischee – Mörderisches Halloween auf Mallorca (HR), Spielfilm, Regie: Marcel Walz, Produktion: Matador Film
- 2009: Das Kind in ihm (HR), Kurzfilm, Regie: Darius Endlich, Produktion: Endlich Entertainment
- 2009: November (HR), Kurzfilm, Regie: Mischa Bülter, Produktion: Paul Rossaint
- 2011: Schlaraffenhaus (NR), Spielfilm, Regie: Marcel Walz, Produktion: Laser Paradise
- 2011: Bitchslap - Au Backe (NR), Kurzfilm, Regie: Philipp Hönig, Produktion: Fischefilm

TV
- 2003: Unter uns, Rolle: Janina Mayer, Serie, Regie: Daniel Anderson, RTL
- 2005: Osterwerbetrenner, Werbung, Regie: Markus Stummer, Super RTL
- 2008: ARD-Sendersuchlauf, Werbung, Regie: Holger Schubart, ARD
- 2008: 112 – Sie retten dein Leben, Rolle: Silvia Fuhrmann (NR), Serie, Regie: Nico Zavelberg, RTL
- 2008: Alles was zählt, Serie, Regie: diverse, RTL
- 2008: Unter uns, Rolle: Sarah Hagen (NR), Serie, Regie: diverse, RTL
- 2010: Toggo Mobile, Werbung, Regie: Daniela Römgens, Super RTL
- 2013: Veronique’s Feinste, Werbung, Regie: Jochen Donauer

Musikvideo
- 2007: Call me (HR), Band: Marsmobil, Regie: Alisa Wimmer
- 2013: Photos (HR), Band: 5 vor 12, Regie: diverse

## Theater (Auswahl)
- 2009: No way out, Hauptrolle, Regie: Brigitta Gillessen, Black Box Kino im Filmmuseum Düsseldorf
- 2009: No way out, Hauptrolle, Regie: Brigitta Gillessen, Arkadas Theater Köln
- 2010: No way out, Hauptrolle, Regie: Brigitta Gillessen, Kölner Künstler Theater
- 2010: No way out, Hauptrolle, Regie: Brigitta Gillessen, LOT-Theater Braunschweig
- 2011: Krieg und Frieden, Bewegungschor, Regie: Nikolas Brieger, Oper Köln